# Banksia menziesii
Banksia menziesii là một loài thực vật có hoa trong họ Quắn hoa. Loài này được R.Br. miêu tả khoa học đầu tiên năm 1830.
Loài cây này có thể cao lên đến 10 m hoặc mọc dưới dạng cây bụi thấp 1–3 m lan rộng ở khu vực phía bắc của phạm vi phân bố của chúng. Lá có răng cưa màu lục tối và cây mới mọc có màu lục xám nhạt. Chùm hoa nổi bật vào mùa thu và mùa đông thường hai màu đỏ hoặc hồng vàng. Hoa vàng rất hiếm gặp.
B. menziesii được mô tả bởi nhà thực vật học Robert Brown vào thể kỷ 19, và không có thứ nào của loài này được công nhận. B. menziesii được tìm thấy ở Tây Úc, từ Perth (32°N) về phía bắc tới sông Murchison (27°N), và thường mọc trên đất nhiều cát, trong vùng cây bụi hoặc rừng thưa thấp. B. menziesii cung cấp thực phẩm cho nhiều loài động vật không xương sống và có xương sống. Là một loài cây tương đối khỏe mạnh, B. menziesii thường được thấy trong các khu vườn, đường cây xanh và công viên ở những khu vực đô thị của Úc có khí hậu Địa Trung Hải, nhưng loài này dễ bị chết khô do loài mốc nước trong đất Phytophthora cinnamomi khiến chúng chỉ có thể sống trong thời gian ngắn ở những nơi có mùa hè ẩm ướt, như Sydney. B. menziesii được sử dụng rộng rãi trong ngành công nghiệp cắt tỉa hoa ở cả Úc và ngoài nước Úc.